# Sesshin
Sesshin (jap. 接心) – okres intensywnej praktyki siedzącej medytacji (zazen), praktykowany w klasztorach zen, a także w świeckich grupach zen.
Sesshin jest słowem japońskim i składa się z dwóch znaków:
- 接 setsu - m.in.: dotknąć, przyłączyć, napotkać, doświadczyć;
- 心 shin - m.in.: serce, umysł, duch, idea, myśl.

Podczas zwykłego dnia w klasztorze na medytację przeznaczony jest okres kilku godzin. Natomiast w czasie sesshin jest to główne zajęcie mnichów. Tradycyjnie, długie okresy medytacyjne przerywane są tylko na kilka godzin snu, posiłki, krótkie przerwy i krótkie okresy pracy. Jednak nawet te czynności stają się wówczas praktyką zen. Ważnym elementem sesshin są mowy Dharmy (teishō) wygłaszane przez mistrza zen oraz osobiste spotkania z mistrzem (dokusan).